# Cannette
Cannette war ein französisches  Volumenmaß für Flüssigkeiten und war um Valenciennes (heute Region Hauts-de-France) verbreitet.
- 1 Cannette = ½ Pot = 45,313 Pariser Kubikzoll = 0,89885 Liter[1]